# Orthoscuticella fusiformis
Orthoscuticella fusiformis är en mossdjursart som först beskrevs av Powell 1967.  Orthoscuticella fusiformis ingår i släktet Orthoscuticella och familjen Catenicellidae. Inga underarter finns listade i Catalogue of Life.